# Franklin Templeton Investments

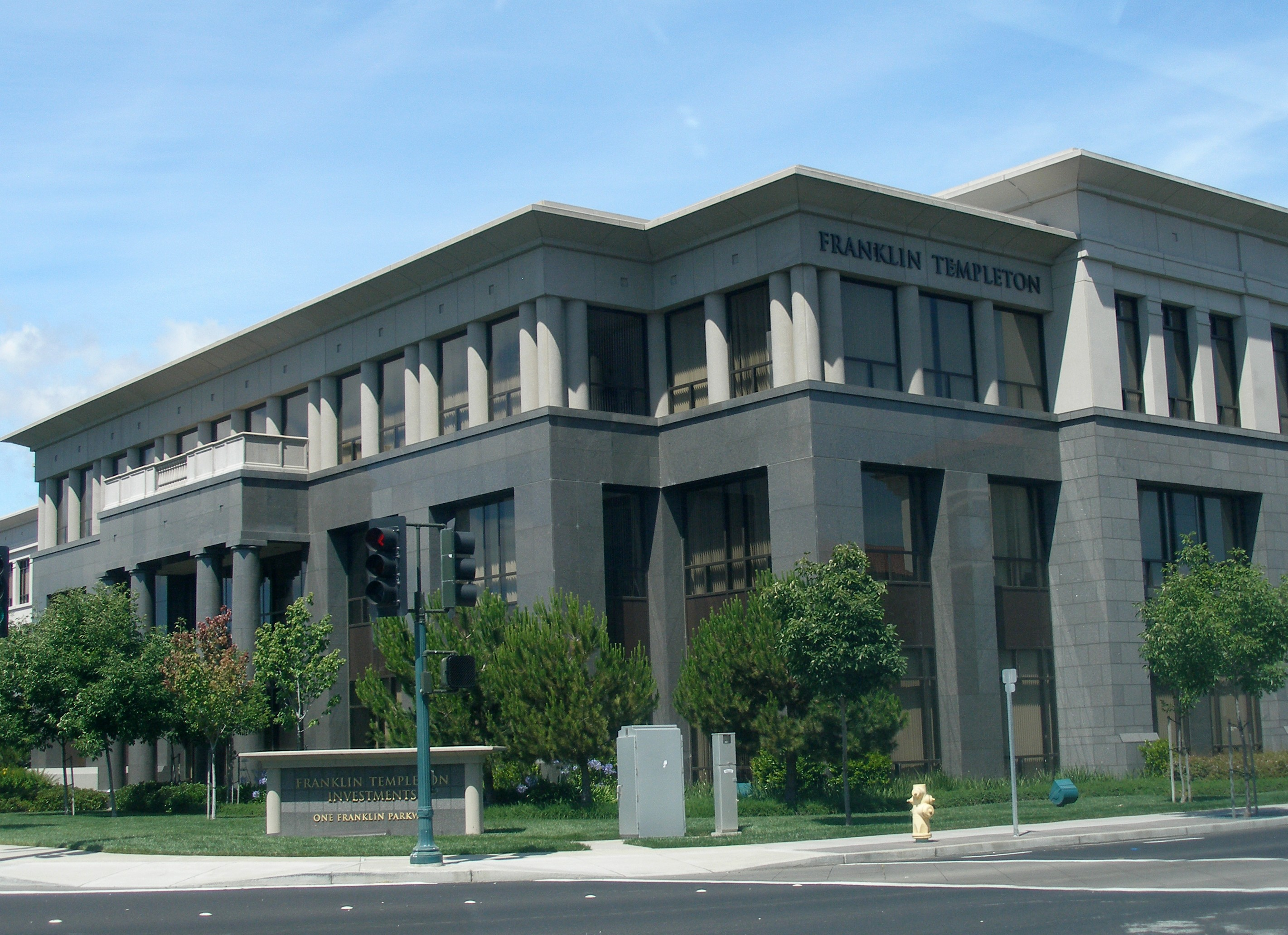
La sede di Franklin Templeton Investments

Franklin Resources Inc è un'azienda statunitense: insieme alle sue filiali viene chiamata Franklin Templeton Investments ed è un'impresa di investimenti globale fondata a New York nel 1947 come Franklin Distributors. Nel 1973 la sede viene trasferita da New York a San Mateo, California.
Nel 2023 è uno dei più grandi gruppi al mondo di risparmio gestito con oltre mille miliardi di dollari di beni in gestione (US$1.37 trillion) per conto (dati 2017) di 25 milioni di privati, investitori professionali e istituzionali.
È quotato alla Borsa di New York, sotto la sigla BEN, in onore di Benjamin Franklin, di cui era ammiratore il fondatore Rupert Johnson sr.

## Storia

### Gli inizi
Fondata nel 1947 a New York da Rupert H. Johnson sr., gestore di una società di intermediazione commerciale con ufficio a Wall Street, ricorrendo al nome di Benjamin Franklin perché l'immagine di Franklin è legata alla parsimonia e alla prudenza in temi di risparmio e investimenti. La prima linea di fondi comuni di investimento della società, Franklin Custodian Funds, consiste in una serie di fondi azionari e obbligazionari gestiti in modo conservativo, progettati per attrarre il maggior numero di investitori.
Quando Rupert sr. si ritira nel 1957, è suo figlio, Charles B. Johnson (Charlie), a prendere il posto di presidente e amministratore delegato all'età di 24 anni. All'epoca c'erano solo pochi dipendenti e i fondi avevano un totale attivo in gestione di 2,5 milioni di dollari.
All'inizio degli anni sessanta la società cresce, anche se lentamente. Con Charlie che svolge contemporaneamente diversi ruoli: gestore di fondi, grossista, contabile. Nel 1965 entra in azienda anche il fratello di Charlie, Rupert Johnson jr., costretto anche lui a ricoprire vari ruoli.

### Da New York a San Mateo
Nel 1971 la società diventa una public company, aprendo a terzi. In questo modo la famiglia Johnson ha il capitale necessario per far crescere il business. Nel 1973 acquisisce Winfield & Company, una società di investimento con sede a San Mateo, in California. Da qui la decisione di trasferire gli uffici della Franklin da New York in California. Il nuovo gruppo gestisce quasi 250 milioni di dollari di risparmi e ha una sessantina di dipendenti. Nel 1979 inizia la crescita di Franklin Money Fund: sarà il primo fondo a toccare la soglia del miliardo di risparmi in gestione. E a partire dal 1980 il patrimonio della società comincia a raddoppiare. Nel 1986 le azioni sono quotate alla Borsa di New York. Nello stesso anno la società apre il suo primo ufficio al di fuori del Nord America, a Taiwan. Due anni più tardi, nel 1988, Franklin acquisisce la LF Rothschild Fund Management Company. Le attività gestite dalla Franklin passano dai 2 miliardi di dollari del 1982 agli oltre 40 miliardi del 1989 (il crollo del 1987 ha avuto un impatto minimo sui fondi di reddito e obbligazionari della Franklin).

### Diventa Franklin Templeton
Nell'ottobre 1992 Franklin acquisisce per 913 milioni di dollari la Templeton, Galbraith & Hansberger Ltd., una società specializzata in gestione del risparmio, fondata da sir John Templeton che ha il 70% dell'azienda insieme al figlio e a John Kenneth Galbraith. Con questa acquisizione, la Franklin cambia anche il nome in Franklin Templeton.
Nel novembre 1996 altra acquisizione: Heine Securities Corporation, specializzata nella gestione di fondi, si fonde nel gruppo Franklin Templeton. Nell'ottobre 2000 Franklin rileva Bissett Funds per aumentare la sua presenza in Canada, con Bissett che rimane come marchio chiave in quel mercato. Un anno più tardi, nell'aprile 2001, viene acquisita la Fiduciary Trust Company che ha un ufficio di oltre 650 dipendenti nel Two World Trade Center al momento degli attacchi dell'11 settembre 2001: 87 dipendenti muoiono nel crollo.
Nel 2013 Charlie Johnson va in pensione e suo figlio Greg Johnson diventa chairman e CEO. L'azienda, con uffici in 38 paesi e clienti in oltre 150, è specializzata in fondi comuni gestiti in modo conservativo. Offre prodotti con i marchi Franklin, Templeton, Mutual Series e Fiduciary. Proprio quell'anno rileva il controllo (dopo averne acquisito già il 20% nel 2010) di Pelagos Capital Management, società con sede a Boston specializzata in fondi alternativi.
Alla fine del 2015 lancia la divisione dedicata agli ETF (Exchange-Trade Funds), assumendo da iShares, società controllata da BlackRock, Patrick O'Connor, uno dei fondatori nel 1999. I primi prodotti nel 2016. Alla base della scelta la necessità di frenare i riscatti, molto pesanti, al punto da registrare nel 2017 il secondo peggior risultato dopo Goldman Sachs.
Nel gennaio 2018 porta i primi cinque fondi ETF anche in Italia e contemporaneamente rileva la Edinburgh Partners, società di gestione di fondi specializzati in prodotti a lungo termine, con sede a Edimburgo, due uffici a Londra e due negli Usa e una massa amministrata di circa 10 miliardi di dollari.
Nel novembre 2021, Franklin Templeton ha annunciato l'acquisizione di Lexington Partners con un accordo in contanti da 1,75 miliardi di dollari. L'operazioneè stata completata nell'aprile 2022.
Nel gennaio 2022, Franklin Templeton ha acquisito O'Shaughnessy Asset Management, una società di gestione patrimoniale fondata da James O'Shaughnessy. Il 31 maggio 2022 è stato annunciato che BNY Mellon Investment Management avrebbe venduto Alcentra a Franklin Templeton; la transazione è stata completata il 1º novembre 2022.
Il 31 maggio 2023, Great-West Lifeco ha annunciato che Franklin Templeton avrebbe acquisito Putnam Investments per 925 milioni di dollari. La controllata di Putnam Investments, PanAgora Asset Management, non è inclusa nell'operazione.